# The Lucid
The Lucid je americká hardrocková skupina, kterou tvoří kytarista Drew Fortier (ex-Bang Tango), bubeník Mike Heller (Raven, ex-Fear Factory), baskytarista David Ellefson (ex-Megadeth) a zpěvák Vinnie Dombroski (Sponge).

## Historie
Skupinu založil kytarista Drew Fortier a bubeník Mike Heller na začátku roku 2020. Zároveň představili nápady na písničky pro potenciální nový projekt, což vedlo k častému spolupracovníkovi Fortiera a bývalého baskytaristy Megadeth Davida Ellefsona, aby se připojil do skupiny. Následně se připojil zpěvák Vinnie Dombroski, který doplnil sestavu.
Hudebníci se setkali v Los Angeles v červenci 2020, aby dokončili nahrávání debutového stejnojmenného alba The Lucid. Album produkoval Heller a Lasse Lammert. Na začátku září 2021 skupina vydala svůj první singl „Maggot Wind“ spolu s datem vydání 15. října 2021 pro jejich debutové album.
Na konci září 2021 vydala skupina svůj druhý singl „Damned“.
Začátkem října 2021 vydali svůj třetí singl „Hair“.

## Členové
- Drew Fortier – kytary (2020–dosud)
- Mike Heller – bicí (2020–dosud)
- David Ellefson – baskytara (2020–dosud)
- Vinnie Dombroski – zpěv (2020–dosud)

## Diskografie

### Singly
- Maggot Wind (2021)
- Damned (2021)
- Hair (2021)

### Alba
- The Lucid (15. října 2021)